# Amardi
Amardi ali Mardi (srednjeperzijsko Amui, grško ᾽Άμαρδοι [Amardoi] ali Μάρδοι [Márdoi]), bojevito medijsko pleme ali skupina plemen, ki je pred Arijanci živelo ob južni obali Kaspijskega jezera vključno s sedanjim mestom Amol v Iranu.
Amol je nastal že v amardskih časih.  Mnogo znanstvenikov je prepričanih, da je njegovo ime nastalo prav iz njihovega perzijskega imena Amui. Mesto je bilo vsaj od Sasanidskega cesarstva do mongolskega Ilkanata prestolnica Mazandarana. 
Herodot ima Amarde za eno od deset do petnajst perzijskih plemen, četudi so bili Medijci.  Napaka je nastala zaradi podobnosti imen dveh različnih plemen.

## Vira
- История Древнего Востока. От ранних государственных образований до древних империй (Zgodovina starega Vzhoda. Od zgodnjih državnih institucij do starodavnih imperijev), Moskva, Vostočnaja literatura, 2004, str. 780.
- Herodot, Zgodovina.